# Maori
Maori (eller Māori) är ett polynesiskt språk inom  den austronesiska språkfamiljen som talas av delar av Nya Zeelands ursprungsbefolkning, maorierna.
Maori tillhör den polynesiska språkgruppen, som är en undergrupp till de austronesiska språken. Maori är nära besläktat med tahitiska och Cooköarnas maori, rarotongesiska, men även på längre håll med hawaiiska, samoanska, rapa nui och tonganska.
Ordet maori betyder på maori "vanlig" och användes för att beteckna en "vanlig människa", till skillnad från européer.
Maori har, enligt en undersökning från 2013, cirka 50 000 vuxna talare med goda eller mycket goda kunskaper i språket. Alla talare av maori talar också engelska, och engelskan tränger ut maori allt mer. Språket, som klassificeras som hotat, har fått ett uppsving under senare år bland maoribefolkningen. Sedan 1981 finns ett maorispråkprogram, ”Te Kohanga Reo Trust”. 1987 blev maori officiellt språk i Nya Zeeland.
De flesta regeringsinstitutioner och department i Nya Zeeland har numera beteckningar både på engelska och maori, och många lokala offentliga byggnader och institutioner är numera utrustade med skyltar på båda dessa språk. Statsunderstöd till språkundervisning garanterar att maori går att studera på alla statliga skolor.